# Esfeto

Mapa de los demos de la antigua Ática. El demo de Esfeto se situaba en la zona central del Ática, al sur del monte Himeto y al norte de Lamptras.

Esfeto (en griego, Σφηττὸς) es el nombre de una antigua ciudad griega del Ática.
Estrabón recoge una información de Filócoro según la cual era una de las doce ciudades que el mítico rey Cécrope estableció en el Ática y que más tarde fueron unidas por Teseo en la ciudad de Atenas.
Pausanias, por su parte,  dice que el demo de Esfeto lleva el nombre de uno de los hijos de Trecén, que fueron a colonizar el Ática.